# 黃子揚
黃子揚（英文：Karel Wong Chi-Yeung，1967年8月1日—），中印混血兒，媽媽為印尼籍，1980至2010年代香港電影男演員。

## 生平
1988年參與由無綫電視舉辦的《銀河接力大賽》，於比賽飾演反派，奪得冠軍，翌年開始參與電影演出。曾主持《K-100》和加入長壽綜藝節目《歡樂今宵》班底。他曾是黑幫成員，1994年因𦘦事逃逸而入獄數月，為娛樂圈中極少數入行後曾入獄的藝人。
近年轉往內地發展，並改名黃紫揚。2004年於廣州拍攝電影《決不開槍》中親身上陣墮樓戲時發生意外，身受重傷，但仍然堅持出院以免阻礙拍攝進度
。他近年決志信耶穌，並於2009年受浸。

## 感情经历
黃子揚曾與動作女星惠英紅發展姐弟戀，1991年由惠英紅主動提出分手，有傳是因為性感女星陳寶蓮的介入。惠英紅曾用「劫財劫色」形容他，並稱這段情是她的最大污點。黃子揚後來曾與一名外籍女性結婚，而且第1任妻子亦曾客串演出《98古惑仔之龍爭虎鬥》。離婚後與任職保險高層及男演員林俊賢的第2任前妻陳志敏Winnie再婚，再度離婚後，2017年黃子揚第三度結婚，迎娶內地經理人BoBo為第3任妻子。

## 影视作品

### 電影[8]
| 首播   | 劇名                           | 角色           | 合作 | 性質             |
| 1989年 | 再起風雲                       | 狄堅           | |                  |
| 1989年 | 我在黑社會的日子               |                | 周潤發、張耀揚                                                                                             | 客串 , 三級片    |
| 1989年 | 福祿雙星                       |                | |                  |
| 1990年 | 新英雄兒女                     |                | 錢小豪、李賽鳳                                                                                             |                  |
| 1990年 | 風雨同路                       |                | |                  |
| 1991年 | 殭屍至尊                       | 石少堅         | 林正英、錢小豪、吳家麗                                                                                     |                  |
| 1991年 | 馬路英雄                       |                | 張學友、莫少聰、李麗珍、陳雅倫                                                                             | 第三男主角       |
| 1991年 | 喋血邊緣                       |                | 錢小豪、惠英紅                                                                                             |                  |
| 1991年 | 逃學威龍                       | 反黑組 黃sir   | 周星馳、張敏、張耀揚、梁十一、謝偉傑                                                                       | 男配角           |
| 1991年 | 黃飛鴻 (1991年電影)            | 提督大人       | 李連杰、關之琳                                                                                             |                  |
| 1991年 | 四大家族之龍虎兄弟             | 爛仔明         | 呂良偉、鄭則士、利智                                                                                       |                  |
| 1991年 | 豪門夜宴                       |                | | 客串             |
| 1992年 | 童黨之街頭霸王                 | 傅天恒         | 郭富城、劉小慧、梁十一、何沛東、謝偉傑                                                                     |                  |
| 1992年 | 風流家族                       |                | 湯鎮業、張耀揚                                                                                             | 三級片           |
| 1992年 | 特技情緣                       |                | 張國強 |                  |
| 1992年 | 情債                           |                | |                  |
| 1992年 | 黑道女霸王                     |                | | 台灣電影         |
| 1993年 | 縱橫天下                       |                | 李子雄、陳寶蓮、罗芙落、仇云波、大岛由加利                                                                 |                  |
| 1993年 | 危情                           | 警司(正派角色) | 陳雅倫、王敏德、瑪利亞                                                                                     | 三級片           |
| 1993年 | 日落卡門                       |                | 吳啟華、符鈺晶                                                                                             | 第二男主角       |
| 1993年 | 兩廂情願                       | 殺手           | 鄭裕玲、任達華                                                                                             |                  |
| 1993年 | 九二末路狂花                   |                | 楊麗青、李賽鳳、曾志偉、大島由加利、李子雄、吳啟華                                                         | 三級片           |
| 1993年 | 走上不歸路                     |                | 莫少聰、周慧敏、曾江、劉家榮                                                                               |                  |
| 1993年 | 火種                           | 大喪           | 大島由加利、李賽鳳、胡慧中、白彪、羅烈                                                                     | 第一男主角       |
| 1993年 | 中港旗兵                       | 黎志軍         | 張國強 | 第一男主角(正派) |
| 1993年 | 血槍淚影                       |                | |                  |
| 1993年 | 獵殺豪放女                     |                | 高城富士美                                                                                                 | 台灣電影         |
| 1994年 | 香港奇案之吸血貴利王(肉體武器) | 罐頭刀         | 黃秋生、程迷(林玉紫)、許蓓、何家駒、吳啟華                                                                 | 三級片           |
| 1994年 | 奸人世家                       | 奸仙           | 石堅、陳惠敏、成奎安、李兆基                                                                               |                  |
| 1994年 | 地下賭王                       |                | 莫少聰、張耀揚、吳雪雯、吳岱融                                                                             |                  |
| 1994年 | 死亡監獄                       | 戇狗(正派角色) | | 三級片           |
| 1994年 | 越殺                           |                | 雷宇揚、葉晨、梁十一                                                                                       |                  |
| 1994年 | 終極危情                       |                | 高雄、徐寶華                                                                                               |                  |
| 1995年 | 殺戮少年                       |                | 王書麒 | 三級片           |
| 1996年 | 金榜題名                       | 十九           | 張智霖、丁子峻、任達華                                                                                     |                  |
| 1998年 | 新古惑仔之少年激鬥篇           | 沙蜢           | 谢霆锋、吴志雄                                                                                             | 男配角           |
| 1998年 | 98古惑仔之龍爭虎鬥             | 何勇           | 郑浩南、郑伊健、吴君如、尹揚明、秦沛、錢嘉樂、李修賢、舒淇、黃秋生、李兆基、萬梓良、關海山、王天林、周比利 | 男配角           |
| 1998年 | 賭俠1999                       | 壞警察         | 劉德華、張家輝、朱茵、高捷、李子雄、吳毅將、王晶、林尚義、李兆基、吳志雄                                   |                  |
| 1999年 | 水滸傳之英雄好色               | 浪子燕青       | 徐錦江、黃一飛、施介強                                                                                     | 三級片           |
| 1999年 | 蜜桃成熟时3之蜜桃仙子          | Ronald         | 王书麒、芳正、黄子扬                                                                                       | 三級片           |
| 1999年 | 真假刺客                       | 丁曉峰 (Marco) | 雷宇揚、蒙嘉慧                                                                                             | VCD製作          |
| 2000年 | 刀手                           | 夏飛           | 陳小春、雷宇揚、鄭浩南、曾江、蒙嘉慧                                                                       |                  |
| 2000年 | 賊公子                         | 太子強         | 王敏德、古天樂、張耀揚、雷宇揚                                                                             |                  |
| 2000年 | 白色風暴                       |                | 李修賢、林雅詩、張耀揚                                                                                     |                  |
| 2000年 | 砵蘭街馬王                     | 阿蟹           | 黃秋生、李泳豪、陳昭昭                                                                                     |                  |
| 2001年 | 靚女差館                       |                | 陳奕迅、林曉峰、劉嘉玲、李珊珊、徐子淇、張達明、馬德鐘                                                     |                  |
| 2001年 | 飛哥傳奇                       | 阿東           | 黃秋生、何超儀、羅蘭                                                                                       |                  |
| 2004年 | 霍元甲之精武真英雄             |                | 石天龍、劉家輝、萬綺雯、周比利                                                                             |                  |
| 2010年 | 最．危險人物                   | 嚴歡           | 盧大偉、陳彥行、梁俊一、文恩澄                                                                             |                  |

### 電視劇（無綫電視）
| 首播   | 劇名           | 角色            | 合作                           | 性質       |
| 1988年 | 都市方程式     | 李展程（Peter） | 陳嘉輝、楊羚、郭富城、林利     | 男配角     |
| 1989年 | 飛虎群英       | 高子揚          | 甄子丹、關禮傑、李婉華、楊寶玲 |            |
| 1989年 | 晉文公傳奇     | 夷 吾           | 黎明、羅慧娟、歐陽震華、郭秀雲 | 第二男主角 |
| 1989年 | 富貴流氓       | 林 暉           | 陳敏兒、吳鎮宇、曾華倩、岳華   |            |
| 1989年 | 花月佳期       |                 |                                |            |
| 1989年 | 繭             | 痴心影迷        | 廖啓智、陳雅倫、吳岱融、秦沛   | 一集單元劇 |
| 1990年 | 午夜太陽       | 莫榮添          | 黃秋生、黎美嫻、吳鎮宇、林其欣 | 男配角     |
| 1990年 | 挑戰巔峰       | 王子丹          | 張兆輝、關秀媚、陶大宇         | 電視電影   |
| 1990年 | 霓虹姊妹花續集 |                 | 黎明、梁藝齡、陳加玲           | 電視電影   |
| 1994年 | 螳螂小子       |                 | 劉家輝、陳嘉輝、胡櫻汶、羅莽   | 1990年拍攝 |

### 電視劇（亞洲電視）
| 首播   | 劇名                 | 角色     | 合作                           | 性質   |
| 1995年 | 法外英雄(奪命哥羅芳) |          | 羅慧娟、高雄、王艷娜、王書麒   |        |
| 1995年 | 包青天               | 趙虎     | 金超群、呂良偉、范鴻軒、李道洪 | 男配角 |
| 1997年 | 國際刑警             | 九鬼英明 | 劉松仁、方中信、關禮傑、鄧萃雯 | 男配角 |

### 電視劇（其他）
| 首播   | 劇名               | 角色   | 合作                           | 性質 |
| 1992年 | 廉政行動之毒海尋梟 | 麥世強 | 蘇永康、陳庭威、黎漢持、龍炳基 |      |

## 外部連結
- 黃子揚在香港影庫上的簡介
- 黃子揚的新浪微博